# Landmark
Landmark – jednostka osadnicza w Stanach Zjednoczonych, w stanie Arkansas, w hrabstwie Pulaski.